# Midland and South Western Junction Railway (GWR)
Die Midland and South Western Junction Railway (M&SWJR) war eine britische Eisenbahngesellschaft in Gloucestershire und Wiltshire in England.

## Geschichte
Die Midland and South Western Junction Railway entstand am 23. Juni 1884 aus der Fusion der Swindon, Marlborough and Andover Railway und der Swindon and Cheltenham Extension Railway. Damit war eine durchgehende Verbindung zwischen Cheltenham und Southampton möglich. Es mussten jedoch Streckennutzungsrechte von Andoversford nach Cheltenham, von Marlborough nach Grafton und von Andover nach Southampton dafür in Anspruch genommen werden. Der erste durchgehende Zug zwischen Cheltenham und Andover fuhr am 1. August 1891. Der durchgehende Verkehr bis nach Southampton wurde am 1. November 1892 für den Güter- und am 1. Juni 1894 für den Personenverkehr aufgenommen.
Das Unternehmen geriet schon kurz nach der Gründung auf Grund der hohen Baukosten in Zahlungsschwierigkeiten und wurde unter Zwangsverwaltung gestellt. Dem Zwangsverwalter Sam Fay gelang 1892 bis 1899 die Sanierung des Bahngesellschaft. Außerdem sorgte er für die Errichtung einer Wagenwerkstatt in Cirencester sowie der Gründung der Marlborough and Grafton Railway. Letztere wurde nach dem Ende der Zwangsverwaltung am 1. August 1899 übernommen. Damit fiel die Benutzung fremder Strecken in diesem Abschnitt weg. 1898 und 1899 wurden im Sommer Versuche mit einem dampfbetriebenen Straßenfahrzeug durchgeführt.
Der nicht fertiggestellte Abschnitt Eling–Fawley (südlich von Southampton) wurde 1891 an die South Hampshire Railway and Pier verkauft.
Die Gesellschaft blieb bis zum Grouping durch den Railways Act 1921 selbständig und wurde dann in der Great Western Railway eingegliedert.

## Lokomotiven
Die Gesellschaft beschaffte insgesamt 38 Lokomotiven. 29 Lokomotiven wurden von der Great Western Railway übernommen.
| M&SWJ-Nr. | GWR-Nr.         | Achsfolge | Hersteller                   | Baujahr   | Bemerkung                                                    |
| --------- | --------------- | --------- | ---------------------------- | --------- | ------------------------------------------------------------ |
| 1–8       | 1119–1126       | 4-4-0     | North British Locomotive Co. | 1905–1914 |                                                              |
| 9         | 1127            | 4-4-0     | Dübs and Company             | 1893      |                                                              |
| 10–12     | 1334–1336       | 2-4-0     | Dübs and Company             | 1894      |                                                              |
| 13–14     | 825, 843        | 0-6-0T    | Dübs and Company             | 1894      |                                                              |
| 15        | 23              | 0-4-4T    | Beyer-Peacock                | 1895      |                                                              |
| 16        | 24              | 2-6-0     | Beyer-Peacock                | 1897      |                                                              |
| 17–18     | 25, 27          | 4-4-4T    | Sharp, Stewart & Co.         | 1897      |                                                              |
| 19–28     | 1003–1011, 1013 | 0-6-0     | Beyer-Peacock                | 1899–1902 |                                                              |
| 29        |                 | 2-4-0T    | Beyer-Peacock                | 1884      | ursprünglich Swindon, Marlborough and Andover Railway Nr. 10 |
| 30        |                 | 0-6-0T    | Dübs and Company             | 1881      | ursprünglich Swindon, Marlborough and Andover Railway Nr. 1  |
| 31        | 1128            | 4-4-0     | North British Locomotive Co. | 1914      | baugleich mit Nr. 1–8                                        |